# Nikkó (mnich)
Nikkó (japonsky: 日興) (1246–1333), někdy také nazývaný Nikkó Šónin (japonsky: 日興 聖人 (Svatý Nikkó)), celým jménem Hawaki-bó Bjakuren Adžari Nikkó (japonsky: 伯耆房 白蓮阿闍梨 日興) byl japonský buddhistický mnich, který se zasloužil o založení školy Ničiren šóšú. Ta patří k proudu Ničirenovy školy japonského buddhismu.
Nikkó se stal někdy mezi lety 1258–1260 – přesné datum není známo – Ničirenovým žákem. Stal jeho blízkým druhem, dokonce ho doprovázel v dobách Ničirenova exilu. Nikkó byl znalcem kaligrafického umění, japonské poezie a čínské literatury.